# Georg Jelačić von Bužim

Georg Jelačić, Lithographie von Vinzenz Katzler, 1862

Georg Anton Graf Jelačić (Jellačić) von Bužim (kroatisch Đuro Jelačić Bužimski), (* 25. Mai 1805 in Peterwardein (Petrovaradin); † 20. Juli 1901 in Novi Dvori, Kroatien), war ein Adliger kroatischer Abstammung, k.k. Feldmarschallleutnant, Divisionär und Inhaber des Infanterie-Regiments Nr. 69.

## Biographie
Georg Jelačić trat als Kadett in das Infanterie-Regiment Prohaska Nr. 7, wurde nach vier Jahren Offizier bei den Großherzog Toskana-Dragonern. Er diente danach in mehreren Grenzregimentern, auch befand sich Jelačić unter jenen Offizieren, welche 1839, in dem damals zwischen der Pforte und dem Vizekönig von Ägypten ausgebrochenen Krieg, teilnahmen. Als Oberst focht er im Feldzug der Jahre 1848 und 1849 im Ersten Banal-Grenz-Regiment Nr. 10 in Italien. Er beteiligte sich an der Belagerung von Peschiera del Garda, an der Erstürmung von Brescia und an der Belagerung von Venedig. Alsdann avancierte er am 22. Juli 1849 zum Generalmajor und am 14. Januar 1856 zum Feldmarschallleutnant sowie Inhaber des Infanterie-Regiments Nr. 69. Im italienischen Feldzug des Jahres 1859 stand er als Divisionär im 2. Armeekorps und kämpfte bei Palestro und Solferino.
Das Armee-Verordnungsblatt Nr. 34 des Jahres 1861, an seiner Spitze das kaiserliche Handbillet, veröffentlichte überraschend folgendes Bulletin: „Der Feldmarschall-Lieutenant Georg Graf Jelačić ist (mit 1. September 1861) in den normalmäßigen Pensionsstand zu übernehmen. Laxenburg am 16. August 1861. Franz Joseph“ Die politischen Blätter jener Zeit dokumentierten den kaiserlichen Befehl mit folgender Randglosse: „Baron Ruslan theilte in der Sitzung des croatischen Landtages vom 24. August 1861 mit, daß der Landesvicecapitän FML. Jellačić wegen seiner Aeußerung gelegentlich der Eidesleistung pensioniert und nach Klagenfurt interniert wurde, in Folge dessen er quittiert habe“.
Feldmarschallleutnant Jelačić soll nämlich unter anderem geäußert haben, dass er seine Nation lieber unter türkischem Joche, als unter dem ausschließlichen Einflusse welch' immer gebildeten Nation sehen wolle; indem der Türke mit dem Körper seiner Sklaven zufrieden sei, die zivilisierte Nation aber auch nach seiner Seele – seiner Nationalität verlange.

## Familie
Der Graf heiratete am 19. Oktober 1845 die Sternkreuz-Ordensdame Hermine (* 5. Mai 1823 in Klagenfurt; † 26. Oktober 1906 in Agram (Zagreb)), Tochter des Grafen Karl Theodor Christalnigg von und zu Gillitzstein, Freiherr auf Herrnburg, aus dem Kärntner Adelsgeschlecht der Grafen Christalnigg von und zu Gillitzstein, welches im Herzogtum Kärnten mehrere Schlösser, unter anderem Schloss Meiselberg bei Maria Saal, besaß. Gräfin Hermine war die Schwester der Fürstin Friederike Fugger von Babenhausen. Aus dieser Ehe stammen fünf Kinder: Georg (* 10. Mai 1847), Helene (* 27. August 1852), Marcus (* 7. Februar 1854), Maria Vera (Wera) (* 8. Dezember 1856) und Anna (* 18. Juni 1859).
Er war das ehemalige Haupt der gräflichen Familie Jelačić und zweiter Bruder des Banus Josip Jelačić von Bužim.